# Perumytilus
Perumytilus is een monotypisch geslacht van tweekleppigen uit de familie van de Mytilidae.

## Soorten
- Perumytilus purpuratus (Lamarck, 1819)